# سيرافال دي تشينتي
سيرافال دي تشينتي (بالإيطالية: Serravalle di Chienti) هي كومونا في مقاطعة ماسيراتا في منطقة ماركي الإيطالية. وتقع على بعد حوالي 80 كيلومتر (50 ميل) من جنوب غرب أنكونا وحوالي 50 كيلومتر (31 ميل) من جنوب غرب ماشيراتا. ويعبرها نهر شينتي. وتعد المنطقة المشتركة جبلية إلى حد كبير مع العديد من الغابات والمراعي.
يحد سيرافال دي شينتي البلديات التالية : كاميرينو وفيوميناتا وفولينيو ومونتي كافالو وموتشيا ونوسيرا أومبرا وبييف تورين و سيفرو و فيسو.

## تاريخ
استقرت هضبة سيرافال منذ عصور ما قبل التاريخ وفي العصور العتيقة.وتميزت ببحيرة تعرف باسم بلستينام بالودم (بالإيطالية: Plestinam Paludem). وبعد ذلك حكمت المنطقة من قبل الإتروسكان والرومان. الأتروسكان والرومان.
في القرون الوسطى كانت هناك قلعة لعائلة دا فارانو من كاميرينو.

## المعالم السياحية الرئيسية
- كنيسة أبرشية ذات لوحات جدارية من القرن السادس عشر لسيمون وجيوفاني دي ماجيستريس.
- كنيسة سانتا ماريا دي بيستيا أو دي بليستيا، بأسلوب بروتو رومانسكي . تم بناؤه فوق معبد وثني قديم للإلهة الأومبرية كوبرا. وبمجرد أن أصبحت كاتدرائية بلدة بليستيا، تم تدميرها مع الأخير من قبل الإمبراطور أوتو الثالث. أعيد بناؤه حوالي عام 1000 ، وحتى هذا التاريخ تم بناء القبو الحالي والحنية. الصحن والرواق تم بناءها في وقت لاحق.
- دير بروجليانو.
- بوت دي فارانو، قناة اصطناعية بناها جوليو سيزار دا فارانو في القرن الخامس عشر لتجفيف هضبة كارست في كولفيوريتو. أظهرت الترميمات الأخيرة وجود هيكل ترافرتين روماني موجود مسبقًا.

## كومونز
- سيسى

## روابط خارجية
- الموقع الرسمي باللغة الإيطالية